# Circuito de Guecho de 2013
O 68.º Circuito de Guecho (13.º Memorial Ricardo Otxoa) disputou-se a 31 de julho de 2013, sobre um traçado de 170 km. Dito percurso consistiu no tradicional circuito urbano de 17 km ao que se lhe deram 10 voltas, incluindo as pequenas mudanças estabelecidas desde a edição de 2011.

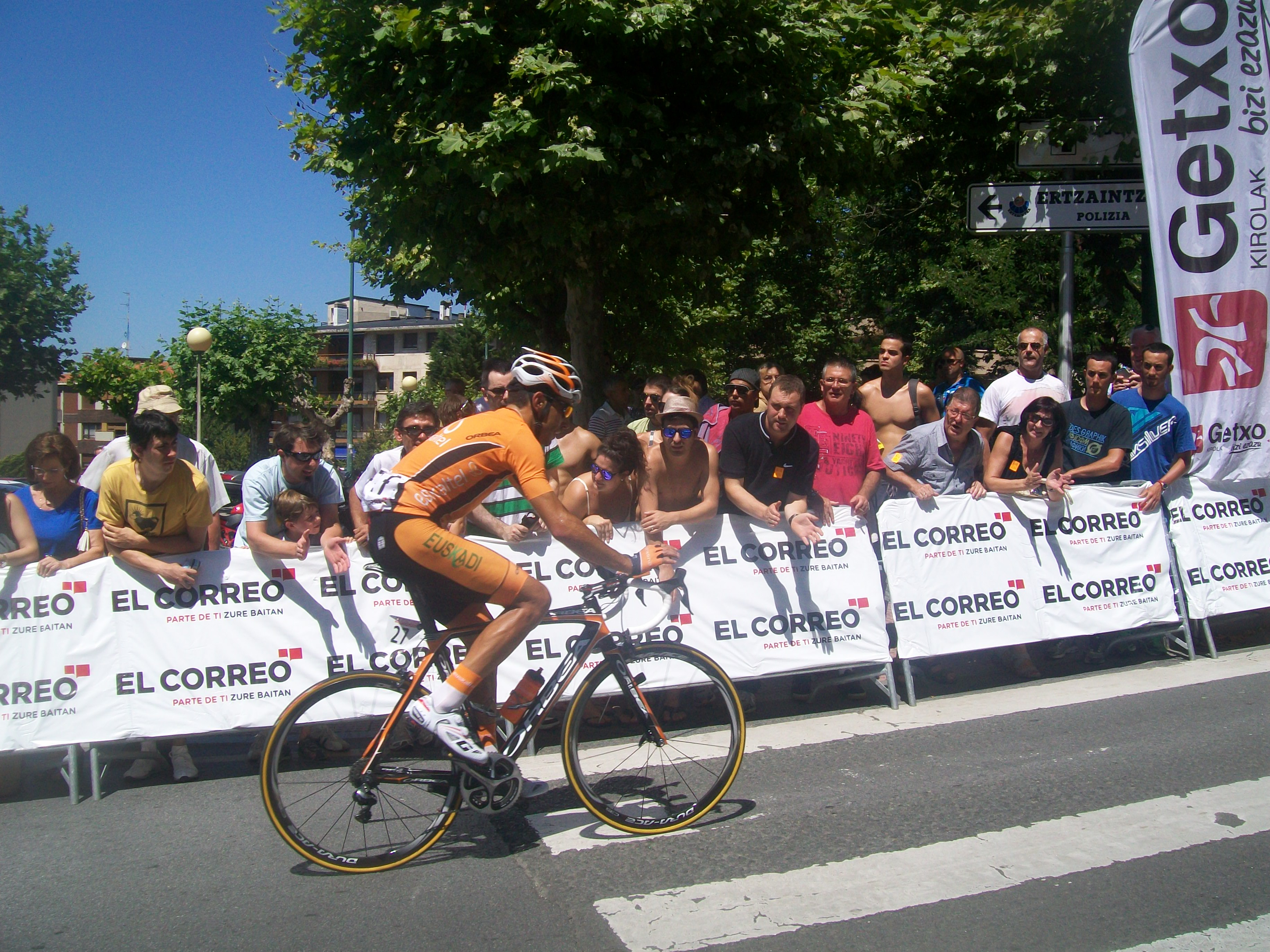
Juan José Lobato nos metros finais

A prova pertenceu ao UCI Europe Tour de 2012-2013 dos Circuitos Continentais da UCI, dentro da categoria 1.1.
Participaram 12 equipas. As 2 equipas espanholas de categoria UCI ProTeam (Movistar Team e Euskaltel Euskadi); o único de categoria Profissional Continental (Caja Rural-Seguros RGA); e os 2 de categoria Continental (Burgos BH-Castilla y León e Euskaltel Euskadi). Quanto a representação estrangeira, estiveram 7 equipas: os Profissionais Continentais do Cofidis, Solutions Crédits, Saur-Sojasun, Bretagne-Séché Environnement e Androni Giocattoli-Venezuela; e os Continentais do 472-Colombia, Lokosphinx e Banco BIC-Carmim . Formando assim um pelotão de 108 ciclistas com entre 6 (Lokosphinx) e 10 corredores a cada equipa, dos que acabaram 91.
O ganhador final foi Juan José Lobato, conseguindo assim sua segunda vitória nesta competição após ter ganhado em 2011, se impondo com grande autoridade a Armindo Fonseca e Egoitz García (vencedor da classificação dos euskaldunes), respectivamente, que encabeçaram um pequeno grupo perseguidor que chegou a 4 segundos.
Nas outras classificações impuseram-se Omar Fraile (montanha), Erwann Corbel (neoprofissionais) e Bretagne-Séché Environnement (equipas).

## Classificação final

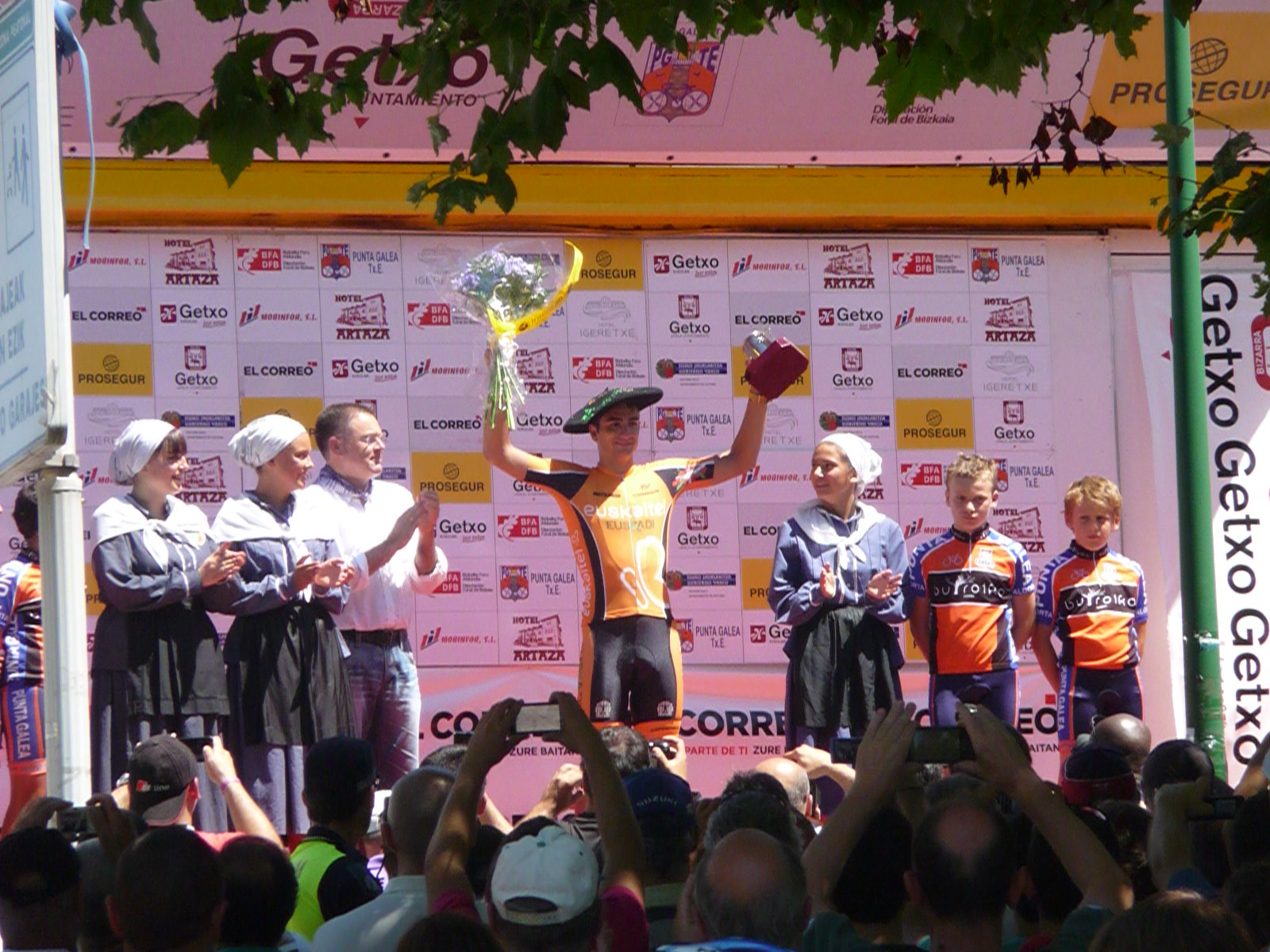
Juan José Lobato no pódium.

| \| Posição \| Ciclista \| Equipa \| Tempo \| \| ------- \| ------------------- \| ---------------------------- \| -------------- \| \| 1. \| Juan José Lobato \| Euskaltel Euskadi \| 3 h 51 min 8 s \| \| 2. \| Armindo Fonseca \| Bretagne-Séché Environnement \| a 4 s \| \| 3. \| Egoitz García \| Cofidis, Solutions Crédits \| m.t. \| \| 4. \| Danail Petrov \| Caja Rural-Seguros RGA \| m.t. \| \| 5. \| Diego Ochoa \| 472-Colombia \| m.t. \| \| 6. \| Fabio Felline \| Androni Giocattoli-Venezuela \| a 9 s \| \| 7. \| Rubén Pérez \| Euskaltel Euskadi \| m.t. \| \| 8. \| Erwann Corbel \| Bretagne-Séché Environnement \| a 14 s \| \| 9. \| Alessandro Malaguti \| Androni Giocattoli-Venezuela \| m.t. \| \| 10. \| Eduardo Sepúlveda \| Bretagne-Séché Environnement \| m.t. \| |                     |                              |                |
| Posição | Ciclista            | Equipa                       | Tempo          |
| 1. | Juan José Lobato    | Euskaltel Euskadi            | 3 h 51 min 8 s |
| 2. | Armindo Fonseca     | Bretagne-Séché Environnement | a 4 s          |
| 3. | Egoitz García       | Cofidis, Solutions Crédits   | m.t.           |
| 4. | Danail Petrov       | Caja Rural-Seguros RGA       | m.t.           |
| 5. | Diego Ochoa         | 472-Colombia                 | m.t.           |
| 6. | Fabio Felline       | Androni Giocattoli-Venezuela | a 9 s          |
| 7. | Rubén Pérez         | Euskaltel Euskadi            | m.t.           |
| 8. | Erwann Corbel       | Bretagne-Séché Environnement | a 14 s         |
| 9. | Alessandro Malaguti | Androni Giocattoli-Venezuela | m.t.           |
| 10. | Eduardo Sepúlveda   | Bretagne-Séché Environnement | m.t.           |